# Будівельний напис Юстиніана I
Будівельний напис Юстиніана I — прийнята назва ранньої з відомих мангупських епіграфічних пам'яток VI століття, дата виготовлення якого залишається предметом наукових дискусій.

## Опис напису
Напис, візантійською грецькою мовою, виконаний обтесаною з усіх боків (включаючи тильну), крім верхньої, вапнякової плити висотою 23,0 см, шириною 47,0 см і товщиною 17,5 см. Характер напису — коротка формула і дуже великі літери дозволяє зробити висновок, що вона призначалася для розгляду з великої відстані й, мабуть, була вставлена в стіну.
Передбачається, що напис оповідає про будівництво фортеці на Мангупі, відомому з трактату Прокопія Кесарійського «Про споруди».

Текст напису свідчить:
ср.-грец. ουστινιαν[οῦ] [το]ῦ̣ α̣ὐτοκράτο[ρος], [---] ἰ̣ν̣δ̣(ικτιῶνος) α̣ι̣, ἔ̣τ̣ο̣υ̣ — «…за (?)] Юстиніана самодержця …, в 11-й індикт, в … році»

## Датування
Датування напису, через невпевнене прочитання пошкодженого тексту — збереглися лише верхні половини літер, а «11-й індикт» у правління Юстиніана I випадав тричі, припускає й варіанти, що припадають на 532–533, 547–548 чи 562–563 рік. Пам'ятник зберігається у фондах Херсонеського музею. В. Латишев, зіставляючи напис з історичними подіями (заняття візантійцями Боспора в 532—533 роках) наполягав на цій даті, Юліан Кулаковський співвідносив текст з поставленням єпископа і будівництвом храму там же і дотримувався дати 547–548 рік: у наш час докази обох учених визнані непереконливими та історики припускають можливими всі три дати.
Існує і проблема з місцем первісного розташування блоку з написом: виходячи зі слів Прокопія про те, що Юстиніан не будував для кримських готів фортець, існує версія, що напис був вбудований в Каралєзьку стіну, наводячи доказ про збіг ширини блоків там і там. Знахідка написи на плато і наявність блоків такого ж розміру в ранньовізантійських стінах фортеці робить другий варіант вірогіднішим, але залишається проблема узгодження зі словами Прокопія.

## Історія
Артефакт було знайдено Робертом Лепером 1913 року при розкопках Великої базиліки, як вдруге використаний (при цьому з боків і знизу були зчесані краї плити) при реконструкції храму, вивезений до Херсонесу, але так і не був ним опублікований. У березні 1916 року новий керівник Херсонеського музею Лавреній Моїсеєв доставив опис та фотографії каменю до Імператорської археологічної комісії, зазначивши, що вказівки на точне місце знахідки ні в щоденниках розкопок Лепера, ні в описах знахідок немає. Перший дослідник написи Василь Латишев, вивчаючи пам'ятник з фотографій та естампажів, відзначав її важливість і виходячи з характеру тексту, відносив її до часу Юстиніана I. Французький візантист Denis Feissel звертався до напису у світлі її ув'язки з трактатом Прокопія Кесарійського «Про споруди».